# Бонбоньерка (яйцо Фаберже)
«Бонбонье́рка» — ювелирное яйцо, одно из семи пасхальных яиц коллекции семьи Кельх, изготовленных фирмой Карла Фаберже по заказу русского предпринимателя Александра Фердинандовича Кельха мастером Михаилом Евлампиевичем Перхиным на протяжении 1898—1904 годов. Яйцо «Бонбоньерка» было создано по заказу Кельха в 1903 году, в качестве подарка его жене Варваре Кельх-Базановой на Пасху 1903 года. Хранится в частной коллекции, вероятно, в Австралии. По другим данным, является собственностью Керри Пэкера младшего (Австралия).

## Описание
Пасхальное ювелирное яйцо изготовлено из золота, украшено алмазами, халцедоном, жемчугом, прозрачной белой эмалью, бархатом. Миниатюрный футляр выполнен из агата, украшен алмазами, белой эмалью и рубинами огранки «кабошон». Внешняя поверхность ювелирного яйца покрыта прозрачной переливчатой белой эмалью и разделена золотыми полосами с чередованием алмазов жемчуга и граната на двенадцать секторов. Обе вершины украшены гранёными рубинами «кабошон», окруженными алмазами. Яйцо открывается — внутри спрятан сюрприз, представляющий собой футляр из агата, украшенный крупным алмазом под которым указана дата «1903».
Внешний вид созданного в 1903 году ювелирных дел мастером Михаилом Перхиным по заказу русского предпринимателя Александра Фердинандовича Кельха пасхального яйца «Бонбоньерка», практически копирует ювелирное яйцо «Гатчинский дворец», изготовленное Перхиным в 1901 году для семьи российского императора, однако на этот раз в качестве сюрприза мастер изготовил агатовый футляр с миниатюрным кулоном.

## Сюрприз
Футляр с миниатюрным кулоном. Миниатюрная овальная коробка выполнена из агата, украшена бриллиантами и гранёным рубином «кабошон». Под крупным алмазом видна дата — «1903». Кулон изготовлен из золота и покрыт цветной эмалью.

## Владельцы
Подарок Александра Кельха супруге Варваре Кельх-Базановой на Пасху 1903 года. Золотопромышленник, как и император Николай II, дарил на Пасху своей супруге ювелирные яйца Фаберже. Однако вскоре финансовое положение ухудшилось и супруги Кельх разошлись. Яйцами Фаберже они более не интересовались, а бывшая супруга вывезла коллекцию ювелирных пасхальных яиц в Париж. «Бонбоньерка» — одно из шести яиц Кельха, которые в 1920 году приобрела парижская галерея «A La Vieille Russie». В 1928 году перепродано американскому покупателю. С 1928 по 1990 годы хранилось в частных собраниях на территории Соединённых Штатов Америки. В 1990 году выставлено аукционным домом Christie’s и продано анонимному покупателю, по данным австралийских СМИ приобретено миллиардером Керри Пакером. 27 декабря 2005 года перешло в собственность Керри Пакера младшего и хранится в частной коллекции в Австралии.